# Llista de rellotges de sol de l'Alt Camp
Llista de rellotges de sol instal·lats de forma permanent en espais públics de la comarca de l'Alt Camp.
| Nom                                            | Descripció                                                     | Localització                                                          | Coordenades                                          | Fitxa | Imatge                                                                                             |
| ---------------------------------------------- | -------------------------------------------------------------- | --------------------------------------------------------------------- | ---------------------------------------------------- | ----- | -------------------------------------------------------------------------------------------------- |
| Monestir de Santes Creus, façana lateral       |                                                                | Aiguamúrcia Plaça de Jaume el Just, Monestir de Santes Creus          | 41° 20′ 47″ N, 1° 21′ 49″ E / 41.3463°N,1.3637°E     | fitxa | Monestir de Santes Creus, façana lateral (Aiguamúrcia) · Vegeu més fotos · Carregueu una nova foto |
| Monestir de Santes Creus, pati de Santa Llúcia | Esgrafiat. Inscripció: Jo sense sol i tu sense fe no valem res | Aiguamúrcia Pati de Santa Llúcia, Monestir de Santes Creus            | 41° 20′ 48″ N, 1° 21′ 45″ E / 41.3467°N,1.3624°E     | fitxa | Monestir de Santes Creus, pati de Santa Llúcia (Aiguamúrcia) · Carregueu una nova foto             |
| Monestir de Santes Creus, plaça de Sant Bernat | Esgrafiat                                                      | Aiguamúrcia Plaça de Sant Bernat, 12, Monestir de Santes Creus        | 41° 20′ 47″ N, 1° 21′ 47″ E / 41.3465°N,1.3631°E     | fitxa | Monestir de Santes Creus, plaça de Sant Bernat (Aiguamúrcia) · Carregueu una nova foto             |
| Monestir de Santes Creus, plaça de Sant Bernat | Esgrafiat                                                      | Aiguamúrcia Plaça de Sant Bernat, 12, Monestir de Santes Creus        | 41° 20′ 47″ N, 1° 21′ 47″ E / 41.3465°N,1.3631°E     | fitxa | Monestir de Santes Creus, plaça de Sant Bernat (Aiguamúrcia) · Carregueu una nova foto             |
| Mas Gassol                                     |                                                                | Alcover                                                               | 41° 16′ 31″ N, 1° 10′ 22″ E / 41.275250°N,1.172701°E |       | Mas Gassol (Alcover) · Carregueu una nova foto                                                     |
| Carrer Major de Miramar II                     |                                                                | Figuerola del Camp C. Major, Miramar                                  | 41° 21′ 07″ N, 1° 13′ 51″ E / 41.351883°N,1.230767°E | fitxa | Carregueu una nova foto                                                                            |
| Església de Sant Bartomeu                      | Dos rellotges bessons en cantonada. Inscripció: Ramon Llorens  | Montferri Angle sud-oest del campanar, c. Major                       | 41° 15′ 56″ N, 1° 21′ 57″ E / 41.265462°N,1.365825°E | fitxa | Església de Sant Bartomeu (Montferri) · Vegeu més fotos · Carregueu una nova foto                  |
| Carretera C51, Vilardida                       |                                                                | Montferri Carretera C51, davant del desviament a Montferri, Vilardida |                                                      | fitxa | Carregueu una nova foto                                                                            |
| Església de Sant Jaume d'Esblada               |                                                                | Querol Esblada                                                        | 41° 26′ 41″ N, 1° 26′ 25″ E / 41.444626°N,1.440303°E | fitxa | Carregueu una nova foto                                                                            |
| Santa Maria de Valldossera                     |                                                                | Querol Ctra. de Santes Creus a Pontons                                | 41° 24′ 02″ N, 1° 28′ 23″ E / 41.400636°N,1.472981°E |       | Santa Maria de Valldossera (Querol) · Vegeu més fotos · Carregueu una nova foto                    |
| Restaurant Masia Bou                           |                                                                | Valls Carretera de Lleida, km 21,5                                    | 41° 18′ 03″ N, 1° 14′ 33″ E / 41.3007°N,1.2424°E     | fitxa | Carregueu una nova foto                                                                            |
| Rectoria de Vilabella                          |                                                                | Vilabella Carrer Roser                                                | 41° 14′ 53″ N, 1° 19′ 53″ E / 41.247986°N,1.331402°E | fitxa | Carregueu una nova foto                                                                            |